# Nichiren
Nichiren (în japoneză: 日蓮 Nichiren), născut pe 16 februarie 1222, decedat pe 13 octombrie 1282) a fost un călugăr budist și filozof japonez. El este fondatorul sectei budiste cu același nume.
Numărul mare de dezastre naturale care au afectat Japonia secolului al XIII-lea i-a determinat pe gânditorii acelei vremi să afirme că trăiau o epocă de degenerare. În timpul acestei perioade și-a format concepția despre lume tânărul călugăr. Nichiren (Lotusul Soarelui) este numele religios adoptat de Zennichi Maro (善日麿), născut sărac, în satul de pescari Kominato (小湊). La vârsta de 12 ani Nichiren a intrat la un templu din satul său natal unde maestrul Dozen-bo l-a instruit în doctrinele școlii budiste Tendai.
Declarându-se nesatisfăcut de învățăturile acestui maestru, el vizitează alte centre de învățare budiste, printre care și reședința școlii Tendai, templul Enryaku-ji, care își va lăsa amprenta asupra viitoarei sale concepții filozofice. Puternic convins de adevărul la care ajunsese pe parcursul studiilor sale, el își exprimă public noile sale opinii, fapt ce va duce la alungarea sa din templu, urmând în viața lui o perioadă de misionariat și exil.
El considera că budismul contemporan lui era corupt și trebuia revitalizat. De aceea, în anul 1253 întemeiază o nouă sectă budistă numită tot Nichiren, ce are la bază credința în Sutra Lotusului, ultima sūtră transmisă de Buddha. Concepția lui Nichiren este strâns legată de școala Tendai, el considerând că acceptarea textului Sutrei Lotusului este unica cale spre cunoașterea adevărului final al budismului.
Va muri la Ikegami cu convingerea că este cel care a descoperit adevărul ultim revelat de Buddha. Conform legendei, Nichiren a făcut mai multe vindecări miraculoase și chiar ar fi prezis invazia mongolilor în Japonia, lucru care i-a adus un deosebit respect și o mare influență.